# 河内西国霊場
河内西国霊場（かわちさいごくれいじょう）は、大阪府東部の旧河内国の旧中河内郡を主とした地域にある観音霊場。河内西国三十三所観音霊場とも呼ばれる。
西国三十三所観音霊場にならって江戸時代に成立したものであるがその後衰退し、1930年（昭和5年）に復活する。しかし、太平洋戦争が勃発し、戦後は再び衰退してしまう。再び復活したのは1976年（昭和51年）である。こういった変遷から江戸時代の成立当初の札所と現在の札所は大きく異なっている。また、住職の代替わりなどで納経が困難になった寺院の差し替えがたまに発生する。1981年（昭和56年）からは南河内地域の寺院も加わるようになった。
有名な大寺院から町の小さなお寺まで渾然一体となっているのが特徴で、また役行者や聖徳太子、行基、弘法大師などの開基による寺院が多いのも特徴の一つである。
なお、当霊場には含まれていない北河内地域であるが、実は北河内地域にも当霊場と全く同名の「河内西国霊場」巡りがある。こちらの方は1887年（明治20年）に創設されたものだが、戦後はほぼ忘れ去られた。1986年（昭和61年）頃には復活の動きもあったが寺院側が霊場会を結成することはなく、現在では再びほぼ忘れ去られた状態となっている。

## 霊場一覧
| No.      | 山号       | 寺院名       | 宗派・寺格 | 札所本尊           | 所在地                           |
| -------- | ---------- | ------------ | ---------- | ------------------ | -------------------------------- |
| 1        | 神妙椋樹山 | 大聖勝軍寺   | 真言宗     | 如意輪観音         | 大阪府八尾市太子堂3-3-16         |
| 2        | 龍興山     | 念佛寺       | 融通念佛宗 | 十一面観音         | 大阪府八尾市久宝寺3-4-25         |
| 3        | 南向山     | 西方院       | 浄土宗     | 阿弥陀如来         | 大阪府南河内郡太子町太子1663     |
| 4        | 智福山     | 龍雲寺       | 黄檗宗     | 十一面観音         | 大阪府富田林市加太2-11-19        |
| 5        | 布忍山     | 大林寺       | 融通念佛宗 | 十一面観音         | 大阪府松原市北新町1-10-5         |
| 6        | 大寶山     | 法雲寺       | 黄檗宗     | 掘出観音           | 大阪府堺市美原区今井192          |
| 7        | 護法山     | 壺井寺       | 融通念佛宗 | 聖観音             | 大阪府柏原市法善寺1-10-20        |
| 8        | 天童山     | 大黒寺       | 曹洞宗     | 十一面観音         | 大阪府羽曳野市大黒499            |
| 9        | 紫雲山     | 光明寺       | 融通念佛宗 | 十一面観音         | 大阪府八尾市服部川8-163          |
| 10       | 恵日山     | 千手寺       | 真言宗     | 千手観音           | 大阪府東大阪市東石切町3-3-16     |
| 11       | 一心山     | 来恩寺       | 融通念佛宗 | 聖観音             | 大阪府八尾市恩智中町4-164        |
| 12       | 天川山     | 感応院       | 真言宗     | 十一面観音         | 大阪府八尾市恩智中町5-14         |
| 13       | 不断山     | 善光寺       | 融通念佛宗 | 善光寺如来         | 大阪府八尾市垣内4-41             |
| 14       | 寿福山     | 梅岩寺       | 黄檗宗     | 聖観音             | 大阪府八尾市教興寺558            |
| 15       | 徳寶山     | 大通寺       | 融通念佛宗 | 十一面観音         | 大阪府八尾市教興寺7-110          |
| 16       | 半偈山     | 浄谷寺       | 融通念佛宗 | 十一面観音         | 大阪府富田林市富田林町7-12       |
| 17       | 大覚山     | 法蔵寺       | 曹洞宗     | 聖観音             | 大阪府八尾市郡川6-3              |
| 18       | 護法山     | 神宮寺       | 臨済宗     | 聖観音             | 大阪府八尾市服部川9-140          |
| 19       | 法蔵山     | 観音寺       | 真言宗     | 十一面観音         | 大阪府東大阪市西岩田1-2-21       |
| 20       | 峰條山     | 楠妣庵観音寺 | 臨済宗     | 十一面観音         | 大阪府富田林市大字甘南備1103     |
| 21       | 磯長山     | 叡福寺       | 真言宗     | 聖如意輪観音       | 大阪府南河内郡太子町太子2146     |
| 22       | 医王山     | 額田寺       | 真言宗     | 薬師如来           | 大阪府東大阪市南荘町14-20        |
| 23       | 浄翁山     | 玄清寺       | 浄土宗     | 聖観音             | 大阪府東大阪市東山町11-17        |
| 24       | 髪切山     | 慈光寺       | 真言宗     | 千手観音           | 大阪府東大阪市東豊浦町1823       |
| 25       | 蓮台山     | 常楽寺       | 融通念佛宗 | 十一面観音         | 大阪府八尾市郡川5-151            |
| 26       | 鷲尾山     | 興法寺       | 真言宗     | 千手観音           | 大阪府東大阪市上石切町2-1533     |
| 27       | 花国山     | 観音寺       | 融通念佛宗 | 千手観音           | 大阪府東大阪市西石切町2-8-46     |
| 28       | 瑞雲山     | 大龍寺       | 黄檗宗     | 十一面観音         | 大阪府東大阪市日下町8-3-57       |
| 29       | 正覚山     | 菩提寺       | 融通念佛宗 | 十一面観音         | 大阪府東大阪市善根寺町6-1-26     |
| 30       | 圓通山     | 観音寺       | 曹洞宗     | 聖観音             | 大阪府東大阪市稲田本町3-27-12    |
| 31       | 壽量山     | 圓通寺       | 融通念佛宗 | 十一面観音         | 大阪府東大阪市森河内西1-34-26    |
| 32       | 伽羅陀山   | 延命寺       | 浄土宗     | 延命地蔵菩薩       | 大阪府東大阪市菱屋西4-5-15       |
| 33       | 百済山     | 長栄寺       | 真言宗     | 十一面観音         | 大阪府東大阪市高井田元町1-11-1   |
| 特別客番 | 福聚山     | 慈眼寺       | 曹洞宗     | 十一面観音         | 大阪府大東市野崎2-7-1            |
| 特別客番 | 大源山     | 大念佛寺     | 融通念佛宗 | 聖観音             | 大阪府大阪市平野区平野上町1-7-26 |
| 特別客番 | 紫雲山     | 葛井寺       | 真言宗     | 十一面千手千眼観音 | 大阪府藤井寺市藤井寺1-16-21      |
| 特別客番 | 神下山     | 高貴寺       | 真言宗     | 救世如意輪観音     | 大阪府南河内郡河南町平石539      |